# Biobank
Als Biobank bezeichnet man eine Sammlung von Stoffen, wie Körperflüssigkeiten oder Gewebeproben, mit assoziierten, in Datenbanken verwalteten Daten. Diese Daten werden in Probengewinnungsdaten (Name, Geschlecht, Alter ...) und Analysedaten unterschieden. In Biobanken werden große Mengen von biologischem Material wie beispielsweise DNA-, Blut- oder Gewebeproben zusammen mit Hintergrundinformationen (z. B. Krankengeschichte oder Lebensumstände bzw. Artidentifizierung, Sammelort etc.) der Spender bzw. Organismen gespeichert. Grundsätzlich unterscheidet man im humanen/medizinischen Bereich populationsbasierte von krankheitsspezifischen Biobanken. Die ersteren werden für meist großangelegte Populationsstudien aufgelegt und es werden in der Regel Proben von Gesunden gesammelt. Zweitere sind Biobanken, die typisch sind für Krankenhäuser. Dort werden Proben von Erkrankten zur Diagnose, Therapie und Forschung gesammelt. Sie erlauben so einen aussagekräftigen Vergleich verschiedener Individuen hinsichtlich ihres genetischen Materials, ihrer unterschiedlichen Krankheiten, ihrer Krankheitsverläufe und beispielsweise auch dem Einfluss von Umweltfaktoren. Auf dieser Basis ermöglichen sie eine krankheitsbezogene Genomforschung, die neue Kenntnisse über die Entstehung und den Verlauf von Krankheiten liefert und zur Entwicklung neuer therapeutischer Ansätze oder wirkungsvollerer Methoden der Prävention führen kann.
Prägendes Merkmal der meisten Biobanken ist dabei, dass sie als Forschungsinfrastrukturen für künftige wechselnde Forschungsvorhaben dienen sollen, deren Forschungszwecke zum Zeitpunkt der Zusammenstellung der Biobank noch weitestgehend unbestimmt sind. Biobanken, die ihre Proben bei einer Temperatur von unter −140 °C lagern, werden Kryobank genannt.

## Datenschutz, Rechte der Spender und Ethik
Mangels griffiger Gesetze und gefestigter Praxis müssen die Spender in einer besonders gestalteten „informierten Einwilligung“ über die beabsichtigte Probenverwendung unterrichtet und um ihr Einverständnis in die beabsichtigte Probennutzung gebeten werden. In Deutschland hat hierzu der Nationale Ethikrat unter der Leitung von Spiros Simitis eine Stellungnahme zum Thema „Biobanken für die Forschung“ herausgegeben.
Die Schweizerische Akademie der Medizinischen Wissenschaften erließ unter der Leitung von Volker Dittmann die Richtlinie mit dem Titel „Biobanken: Gewinnung, Aufbewahrung und Nutzung von menschlichem biologischem Material für Ausbildung und Forschung“.
Diese beiden Regelwerke sind Beispiele für sog. Soft Laws, also Normen ohne zwingende Verbindlichkeit. In der Schweiz wird jedoch die SAMW-Richtlinien bis zum Inkrafttreten des Humanforschungsgesetzes voraussichtlich im Jahr 2010 eine hohe Geltungskraft aufgrund des hohen Ansehens der SAMW entfalten. In Österreich hat die Bioethikkommission beim Bundeskanzleramt einen Bericht und Empfehlungen zu Biobanken veröffentlicht.
Die Techniken der Anonymisierung und Pseudonymisierung sind im Umgang mit Biobanken deshalb unabdingbar, weil die Informationen, die verarbeitet werden, in der Regel sog. höchstpersönlicher Natur sind. Das heißt, sie beinhalten sensible Daten über die Spender, zum Beispiel Angaben über Krankheiten, Gewohnheiten, sexuelle Präferenzen etc.
Ein weiteres jedoch umstrittenes Recht der Spender ist die Einwilligung. In den englischsprachigen Konventionen zur Humanforschung (zum Beispiel vom Council for International Organizations of Medical Sciences (CIOMS), siehe Literatur) wird dafür der inzwischen auch im deutschsprachigen Raum verbreitete Begriff „informed consent“ verwendet. Dies bedeutet, dass die Einwilligung zur Weiterverwendung von biologischem Material nur dann Gültigkeit erlangen kann, wenn der Spender im Voraus über die Risiken und Nutzen des Forschungsprojektes informiert worden ist.

## Beispiele von Biobanken
In Deutschland gibt es eine große Zahl von Biobanken, die überwiegend an den Medizinischen Hochschulen angesiedelt sind, insbesondere denen, die im „Nationalen Genomforschungsnetz“ zusammenarbeiten. Es gibt aber auch erwerbswirtschaftlich arbeitende Biobanken wie beispielsweise die Datenbank „Indivumed“ (Indivumed GmbH) in Hamburg, die der Entwicklung individualisierter Krebstherapien dient. In der Schweiz gibt es gemäß der Aussage von Volker Dittmann in einem Interview mit zwei Studenten im November 2005 mehrere hundert Biobanken. Berühmte Beispiele von europäischen Biobanken ist diejenige des Unternehmens „Iceland Genomics“ in Island oder die große „UK Biobank“ in Großbritannien. Das Ziel der Biobank in Island ist die Erfassung sämtlicher genetischer Daten der gesamten Bevölkerung. Die zurzeit größte Biobank mit öffentlichem Zugang in Europa liegt in Graz an der Medizinischen Universität mit rund 4,5 Mio. Proben.
Biobanken werden zunehmend als Forschungsinfrastrukturen verstanden. Für Europa wurde das BBMRI-ERIC eingerichtet, welches den Zugang zu nationalen Biobanken und Biobankennetzwerken erleichtern soll.
Neben Biobanken zur Sammlung von Proben humanen Ursprungs existieren verschiedene Biobanken zur Sammlung pflanzlichen, mikrobiellen und tierischen Materials. Ein Beispiel hierfür ist das International Moss Stock Center, eine Kollektion verschiedener Mutanten, transgener Stämme und Ökotypen des Laubmooses Physcomitrella patens sowie weiterer Moose. Ein weiteres Beispiel stellen die Partnerinstitute des in Deutschland gegründeten „DNA Bank Network“ dar: dies ist ein Ring von Biobanken hauptsächlich an Forschungsmuseen und Botanischen Gärten, die sich die Archivierung von DNA-Proben (und teilweise Gewebeproben) von Wildorganismen zum Ziel gesetzt haben.
| Beispiele von Biobanken                                  |                                                                         |            |                                 |           |          |         |
| Biobank                                                  | Zugehörigkeit                                                           | Fokus      | Type                            | Standort  | Gründung | Quellen |
| Interdisziplinäre Biomaterial- und Datenbank Würzburg    | Julius-Maximilians-Universität Würzburg & Universitätsklinikum Würzburg |            | Anstalt des öffentlichen Rechts | Würzburg  | 2013     | [ 5 ]   |
| Stiftung PATH                                            |                                                                         | Brustkrebs | Stiftung                        | Augsburg  | 2002     |         |
| Westdeutschen Biobank Essen (WBE)                        | Universitätsklinikum Essen                                              |            |                                 | Essen     |          | [ 6 ]   |
| Zentrale Biobank der Charité (ZeBanC)                    | Berliner Institut für Gesundheitsforschung & Charité                    |            |                                 | Berlin    |          | [ 7 ]   |
| Zentrale Biobank der Universitätsmedizin Göttingen (UMG) | Universitätsmedizin Göttingen                                           |            |                                 | Göttingen |          | [ 8 ]   |